# Solanum repandum
Solanum repandum är en potatisväxtart som beskrevs av Johann Georg Adam Forster. Solanum repandum ingår i släktet skattor som ingår i familjen potatisväxter. Inga underarter finns listade i Catalogue of Life.